# Nußdorf am Inn

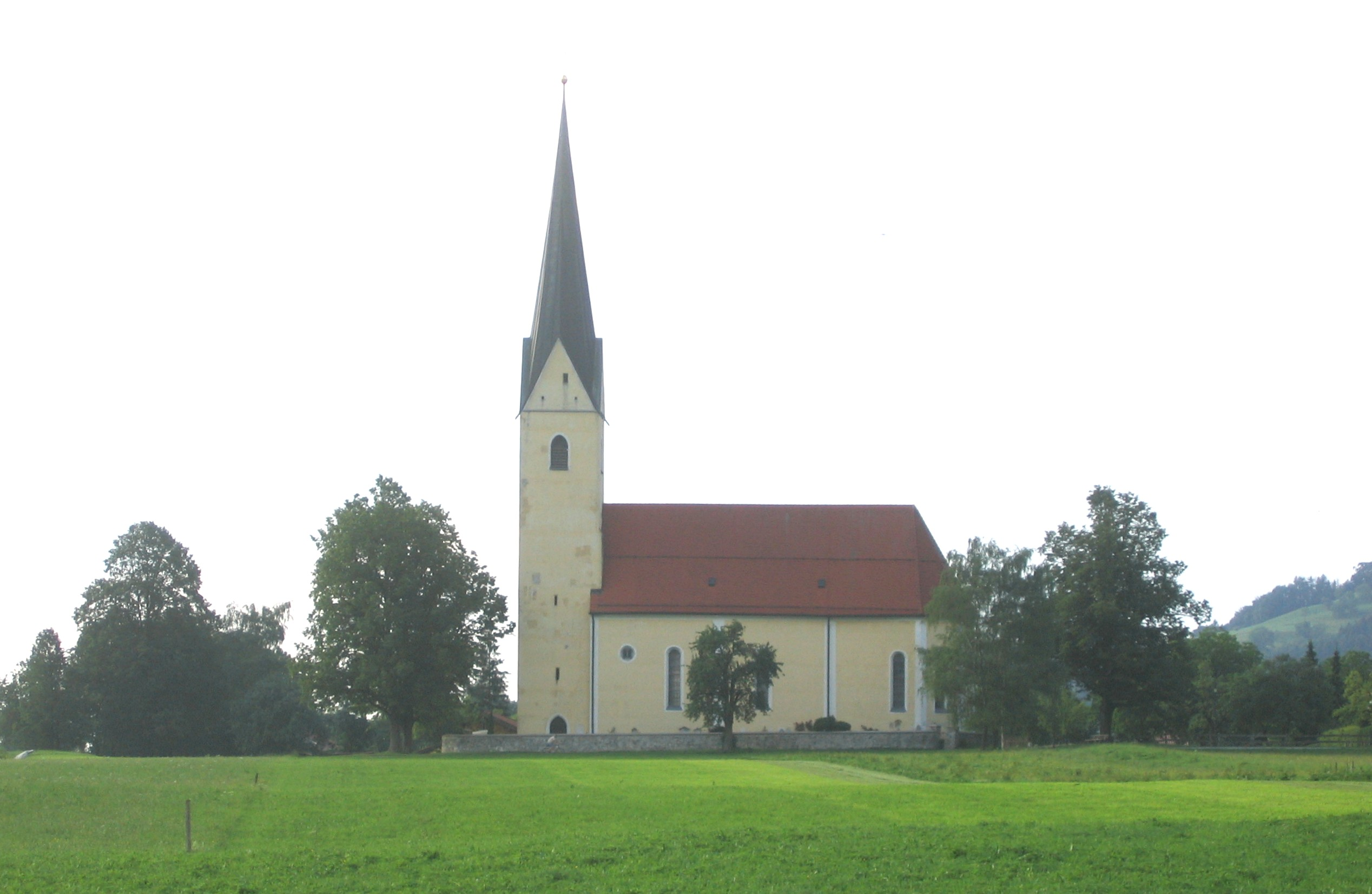
Kościół św. Leonarda (St. Leonhard)

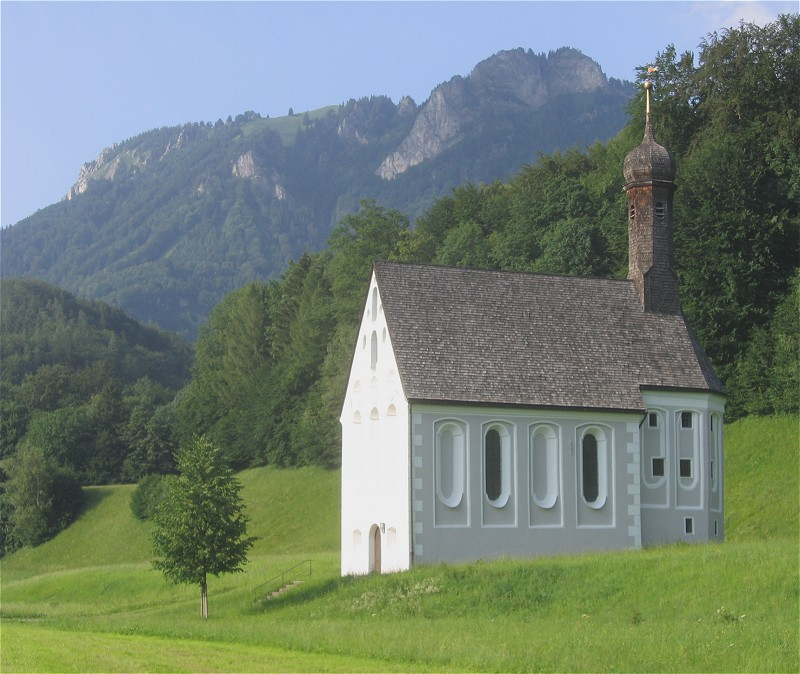
Kapliczka, w tle Heuberg

Nußdorf am Inn, Nußdorf a.Inn – miejscowość i gmina w Niemczech, w kraju związkowym Bawaria, w rejencji Górna Bawaria, w regionie Südostoberbayern, w powiecie Rosenheim. Leży około 15 km na południowy wschód od Rosenheimu, nad rzeką Inn, przy autostradzie A8.

## Demografia
Dane o ludności z 31 grudnia 2008:
| Opis                                | Ogółem | Ogółem | Kobiety | Kobiety | Mężczyźni | Mężczyźni |
| ----------------------------------- | ------ | ------ | ------- | ------- | --------- | --------- |
| Jednostka                           | osób   | %      | osób    | %       | osób      | %         |
| Populacja                           | 2588   | 100    | 1335    | 51,58   | 1253      | 48,42     |
| Wiek przedprodukcyjny (0–17 lat)    | 498    | 19,24  | 231     | 8,93    | 267       | 10,32     |
| Wiek produkcyjny (18–65 lat)        | 1561   | 60,32  | 782     | 30,22   | 779       | 30,1      |
| Wiek poprodukcyjny (powyżej 65 lat) | 529    | 20,44  | 322     | 12,44   | 207       | 8         |

## Polityka
Wójtem gminy jest Josef Oberauer z CSU, rada gminy składa się z 14 osób.
|      | CSU/FWG | FW | Razem |
| 2008 | 8       | 6  | 14    |
| 2002 | 9       | 5  | 14    |